# The Elder Scrolls Travels
 (mars 2020).
Si vous disposez d'ouvrages ou d'articles de référence ou si vous connaissez des sites web de qualité traitant du thème abordé ici, merci de compléter l'article en donnant les références utiles à sa vérifiabilité et en les liant à la section « Notes et références ».
The Elder Scrolls Travels est une série de jeux vidéo développée par Vir2L Studios et produite par Bethesda Softworks. Les jeux sont basés sur l'univers The Elder Scrolls et sont proposés sur téléphone mobile et console portable.

## The Elder Scrolls Travels: Stormhold
The Elder Scrolls Travels: Stormhold est un jeu vidéo de rôle uniquement disponible sur téléphone mobile (un joueur), et sorti en 2003 développé par Vir2L Studios.

## The Elder Scrolls Travels: Dawnstar
The Elder Scrolls Travels: Dawnstar est un jeu vidéo de rôle uniquement disponible sur téléphone mobile (pour un joueur), sorti en 2004.

## The Elder Scrolls Travels: Shadowkey
The Elder Scrolls Travels: Shadowkey est un jeu vidéo de rôle uniquement disponible sur les téléphones/consoles portables N-Gage, et développé par Vir2L Studios.

### Présentation
Shadowkey est le troisième épisode de la série TES Travels. Il date de 2004.
Contrairement aux épisodes précédents de cette série de jeux de rôle sur portable, on a ici affaire à un « vrai » jeu, avec graphisme en 3D (même s'il y a aussi des sprites en 2D, tout droit sortis de Daggerfall), mode multijoueurs, possibilité de se promener en extérieur, etc.
En fait, malgré une technologie plus limitée, Shadowkey se présente comme un « Morrowind de poche ».

### Système de jeu et univers
Nous sommes en 3E 397. La Guerre de Bend'r-mahk, vient de s'achever, et le héros et son village s'en sont sortis indemnes. Mais à présent, le danger vient d'ailleurs : des maraudeurs s'apprêtent à passer à l'attaque et ont l'intention de capturer l'Ombremage Skelos Undriel.
L'Ombremage est en effet à la poursuite du Mage de Guerre Jagar Tharn. En attendant son heure, il se terre en Western Reach, une zone à cheval entre Hauteroche, Lenclume et Bordeciel. Mais pour parvenir à son but, il a besoin des Clefs d'Ombre (Shadowkeys) et des Dents d'Étoile (Star Teeth).
Bien décidé à l'aider, notre héros va devoir parcourir des terres hostiles, des repaires de bandits, et des cavernes meurtrières. Mais il recevra l'aide de l'Ombremage, et de sa puissante magie basée sur la maîtrise des ombres et des maléfices qu'elles dissimulent. Skelos Undriel le guidera alors jusqu'à la Crypte du Cœur, sa dernière épreuve.